# دونیه لوگه
شهر دونیه لوگه (به روسی: Доњ Луге) در کشور مونته‌نگرو واقع شده‌است. جمعیت این شهر ۱٬۸۶۱ نفر  است.